# Telmatobius rimac
Telmatobius rimac là một loài ếch thuộc họ Leptodactylidae.
Đây là loài đặc hữu của Peru.
Môi trường sống tự nhiên của chúng là vùng cây bụi nhiệt đới hoặc cận nhiệt đới vùng đất cao, đồng cỏ nhiệt đới hoặc cận nhiệt đới vùng đất cao, sông ngòi, đất canh tác, vùng đồng cỏ, và kênh đào và mương rãnh.